# Tarpeya

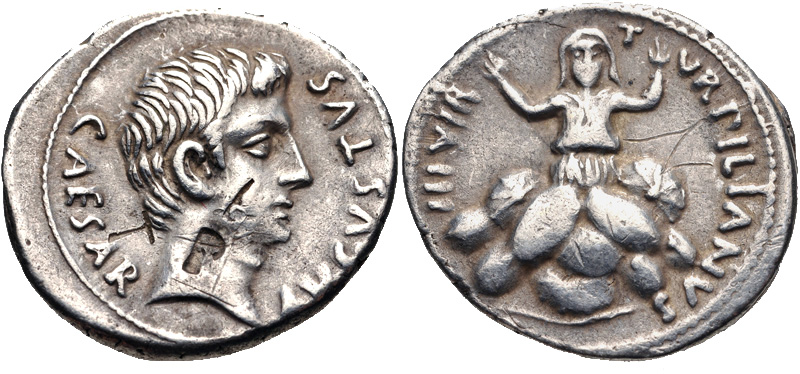
Denario (19-18 a. C.) que representa la efigie de Augusto y a Tarpeya aplastada por los escudos de los soldados.

Tarpeya (en latín Tarpeia) fue según la leyenda, una joven de origen etrusco que traicionó a la ciudad de Roma abriendo sus puertas a los sabinos a cambio de lo que ella pensaba que sería una recompensa en forma de joyas. En lugar de eso fue aplastada hasta la muerte y su cuerpo arrojado desde la roca Tarpeya que actualmente tiene su nombre.

## Leyenda
La leyenda dice que mientras Roma era asediada por el rey sabino Tito Tacio, Tarpeya, hija del comandante de la ciudadela, Espurio Tarpeyo, se acercó al campo sabino y les ofreció la entrada a cambio de «lo que ellos llevaban en sus brazos izquierdos». Deseando el oro, ella se refería a sus brazaletes, pero en lugar de ello los sabinos lanzaron los escudos —que se llevaban en el brazo izquierdo— sobre ella y así quedó aplastada hasta la muerte debajo de tal peso. Su cuerpo fue entonces lanzado desde la roca Tarpeya, que pasó a ser conocida como el lugar de ejecución para los más destacados traidores de Roma. Los sabinos fueron, sin embargo, incapaces de conquistar el foro, con sus puertas milagrosamente protegidas por chorros de agua creados por Jano.
La leyenda fue representada en un denario de plata del emperador Augusto, aproximadamente en el año 20 a. C.